# موغيسي (كورنوال)
موغيسي (بالإنجليزية: Mevagissey)‏ هي قرية و أبرشية مدنية تقع في المملكة المتحدة في إنجلترا. يقدر عدد سكانها بـ 2,015 نسمة .